# یاکوب سیدرگرین
یاکوب سیدرگرین (سوئدی: Jakob Cedergren؛ زادهٔ ۱۰ ژانویهٔ ۱۹۷۳) یک بازیگر اهل سوئدی-دانمارکی است.

## گزیدهٔ نقش‌آفرینی‌ها
| سال  | عنوان                            | نقش                   | Notes |
| ---- | -------------------------------- | --------------------- | ----- |
| ۱۹۹۸ | راهب آبی                         |                       |       |
| ۲۰۰۳ | قصاب‌های سبز                      |                       |       |
| ۲۰۰۳ | سرقت رامبراند                    |                       |       |
| ۲۰۰۵ | پس زمینه آرام                    |                       |       |
| ۲۰۰۵ | لیز کوچولو                       |                       |       |
| ۲۰۰۵ | خانه تاریک                       |                       |       |
| ۲۰۰۶ | آرن: شوالیه معبد                 | اِبه سونسن             |       |
| ۲۰۰۶ | خارج از صفحه                     |                       |       |
| ۲۰۰۶ | انفجار بمب                       |                       |       |
| ۲۰۰۸ | آرن – پادشاهی در انتهای راه      | اِبه سونسن             |       |
| ۲۰۰۸ | ریمیکس                           | یِس                    |       |
| ۲۰۰۹ | خیلی خوشحالم                     | رابرت هانسن           |       |
| ۲۰۰۹ | سفر در زمان:نفرین جادوگر وایکینگ |                       |       |
| ۲۰۰۹ | خشم                              |                       |       |
| ۲۰۱۰ | سابمارینو                        | نیک                   |       |
| ۲۰۱۱ | کسانی که کشته می‌شوند             |                       |       |
| ۲۰۱۳ | غم و شادی                        | یوهانس                |       |
| ۲۰۱۵ | جوخه                             | کَسپر                  |       |
| ۲۰۱۶ | عبور از آب‌ها                     | N.B. Lund Ferdinansen |       |
| ۲۰۱۸ | گناهکار                          | اَسگر هُلم              |       |
| ۲۰۱۹ | شکارچی پرنده                     | یوهان                 |       |